# Parter (gimnastika)
Parter je ime za gimnastičarsku spravu i olimpijsku disciplinu sportske gimnastike.

## Odlike
Parter je podij na tlu – vježbalište s elastičnom površinom koja gimnastičare i gimnastičarke štiti od povreda pri izvođenju složenih akrobatskih i gimnastičkih skokova s velikim amplitudama. To je površina s oprugama i/ili spoj
gumene pjene i šperploče.
Dimenzije partera su 12 × 12 metara, s dodatnim zaštitnim pojasom od 1 m sa svake strane. Obrubljen je bijelom crtom širokom 5 cm koja se ubraja u dio vježbališta. Svako izlaženje izvan vježbališta dovodi do gubitka bodova.
Vježbe na parteru sadrže pokrete koji trebaju pokazati: snagu, fleksibilnost, ravnotežu i gracioznost. Svaka vježba mora se sastojati od kombiniranih gimnastičko-akrobatskih brojnih salta naprijed–nazad, s i bez leta, duž uzdužne i poprečne osi. Vježba treba biti ritmična i skladna, gimnastičar se mora kretati u različitim smjerovima, koristeći se što većom površinom partera.
Vježba obično počinje i završava nizom prevrtanja, stojem na rukama, nastavlja se saltom u zraku (naprijed ili nazad) i završava doskokom na jednoj nozi na kojoj treba zadržati ravnotežu. Često se koriste (osobito kod žena) skokovi i pokreti slični baletu.
Muški parter je kraći i traje od 50 do 70 sekundi. Ženski patrer je sličan muškom, ali se izvodi uz glazbenu pratnju i traje nešto duže od 70 do 90 sekundi.
Parter je i olimpijska disciplina, uvedena kao pojedinačni olimpijski šport za muškarce na Olimpijskim igrama 1936., a za žene na Olimpijskim igrama 1952.

## Vanjske poveznice
|  | Zajednički poslužitelj ima još gradiva o temi Parter (gimnastika) |